# Owensboro
Owensboro es una ciudad ubicada en el condado de Daviess en el estado estadounidense de Kentucky. En el Censo de 2010 tenía una población de 57 265 habitantes y una densidad poblacional de 1083 personas por km². Está situada a la orilla izquierda del río Ohio que la separa de Indiana. 

## Geografía
Según la Oficina del Censo de los Estados Unidos, Owensboro tiene una superficie total de 52.88 km², de la cual 49.45 km² corresponden a tierra firme y (6.48%) 3.42 km² es agua.

## Demografía
Según el censo de 2010, había 57265 personas residiendo en Owensboro. La densidad de población era de 1.082,98 hab./km². De los 57265 habitantes, Owensboro estaba compuesto por el 87.53% blancos, el 7.3% eran afroamericanos, el 0.14% eran amerindios, el 0.88% eran asiáticos, el 0.08% eran isleños del Pacífico, el 1.6% eran de otras razas y el 2.48% pertenecían a dos o más razas. Del total de la población el 3.22% eran hispanos o latinos de cualquier raza.